# Jamie Salé
Jamie Salé (* 21. April 1977 in Calgary, Alberta) ist eine ehemalige kanadische Eiskunstläuferin, die im Paarlauf startete.

## Frühe Karriere
Jamie Salé trat zuerst als Einzelläuferin an. Parallel dazu startete sie später beim Paarlaufen mit Jason Turner. Mit ihm wurde sie auch 12. bei den Olympischen Winterspielen 1994. Das Paar trennte sich jedoch im August des gleichen Jahres. Salé war fortan wieder Einzelläuferin, litt jedoch häufig an Verletzungen.

## Rückkehr zum Paarlauf
Jamie Salé versuchte bereits im Sommer 1996 Paarlauf mit David Pelletier. Dieser Test führte jedoch nicht zur Eiskunstlaufpartnerschaft. Erst 1998 wurden sie ein Eiskunstlaufpaar auf Anraten des Trainers Richard Gaulthier. Im Jahr 2000 wurden Jamie Salé und David Pelletier Vierte der Weltmeisterschaft und im darauf folgenden Jahr in Vancouver Weltmeister.
Bei den Olympischen Winterspielen 2002 wurden sie zusammen mit Jelena Bereschnaja und Anton Sicharulidse Olympiasieger. Sie waren zunächst als Zweite gewertet worden. Nachdem bekannt wurde, dass die französische Preisrichterin bei der Wertung unter Druck gesetzt wurde und daher für das russische Paar votierte, wurde ihnen die Goldmedaille nachträglich zuerkannt.
Der Preisrichterskandal von Salt Lake City führte in den Folgejahren zu einem gänzlich neuen Bewertungssystem.

## Nach Salt Lake City
Nach den Olympischen Winterspielen 2002 wurden Jamie Salé und David Pelletier Profis und arbeiteten bei Stars on Ice. Sie heirateten am 30. Dezember 2005. Während der Olympischen Winterspiele 2006 waren sie auch als Kommentatoren tätig. Salé ist Athletenbotschafterin der Entwicklungshilfeorganisation Right To Play.

## Ergebnisse

### Paarlauf
(mit David Pelletier)
| Wettbewerb / Jahr               | 1999 | 2000 | 2001 | 2002 |
| ------------------------------- | ---- | ---- | ---- | ---- |
| Olympische Winterspiele         |      |      |      | 1.   |
| Weltmeisterschaften             |      | 4.   | 1.   |      |
| Vier-Kontinente-Meisterschaften |      | 1.   | 1.   |      |
| Kanadische Meisterschaften      | 2.   | 1.   | 1.   | 1.   |

(mit Jason Turner)
| Wettbewerb / Jahr          | 1992 | 1993 | 1994 |
| -------------------------- | ---- | ---- | ---- |
| Olympische Winterspiele    |      |      | 12.  |
| Weltmeisterschaften        |      |      | 16.  |
| Kanadische Meisterschaften | 1. J | 4.   | 3.   |

- J = Junioren

## Engagement
Sie setzt sich sehr für Special Olympics Kanada ein. Bei den Special Olympics World Winter Games 2017 war sie eine der Ehrentrainerinnen für das kanadische Team.